# William Champ

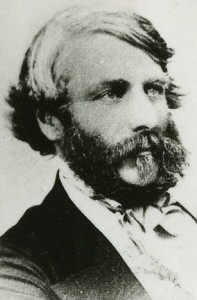
William Champ

William Thomas Napier Champ (* 15. April 1808 in Maldon, Essex, England; † 25. August 1892 in Melbourne, Victoria) war ein Politiker, der zwischen 1856 und 1857 erster Premierminister von Tasmanien war.

## Leben

### Offizier, Siedler in Tasmanien und Familie
Champ war ein Sohn des Thomas Champ, der als Major des 43rd (Monmouthshire) Regiment of Foot Offizier der British Army war. Er absolvierte eine Ausbildung an der Royal Military Academy Sandhurst (RMAS) und trat am 16. November 1826 in die British Army ein, indem er sich einen Dienstposten als Ensign des 63rd (West Suffolk) Regiment of Foot kaufte. Er war zunächst in Irland stationiert und begleitete mit seiner Einheit im November 1828 einen Gefangenentransport in die Sträflingskolonie Australien. Im Januar 1829 wurde er als Garnison nach Van-Diemens-Land (Tasmanien) verlegt, wo er Ingenieursgehilfe in der Strafkolonie Macquarie Harbour wurde. 1830 nahm Champ unter Vizegouverneur George Arthur an der Zusammentreibung und Deportation der Aborigines von Van-Diemens-Land teil (Black War). 1832 erwarb er eine Beförderung zum Lieutenant des 39th (Dorsetshire) Regiment of Foot, das in Britisch-Indien stationiert war, wechselte aber wenige Wochen später als Lieutenant zurück zum 63rd Regiment of Foot. Als 1833 auch das 63rd Regiment of Foot nach Indien verlegt wurde, veräußerte er im September 1833 seinen Dienstposten und schied aus dem Militärdienst aus. Er ließ sich 1834 in Van-Diemens-Land als Landwirt nieder. Im Januar 1836 begann er dort eine langjährige Laufbahn als Mitarbeiter des öffentlichen Dienstes, und zwar zunächst als Friedensrichter (Justice of the Peace), danach als stellvertretender Polizeichef von Hobart.
Im März 1837 heiratete Champ Helen Abigail Gibson, die Tochter seines Nachbarn James Gibson, der zuvor als Major des 15th (The King’s) Regiment of Hussars gedient hatte. Aus der Ehe gingen zwischen 1839 und 1851 drei Söhne sowie fünf Töchter hervor.

### Kommandant von Port Arthur und Kolonialsekretär

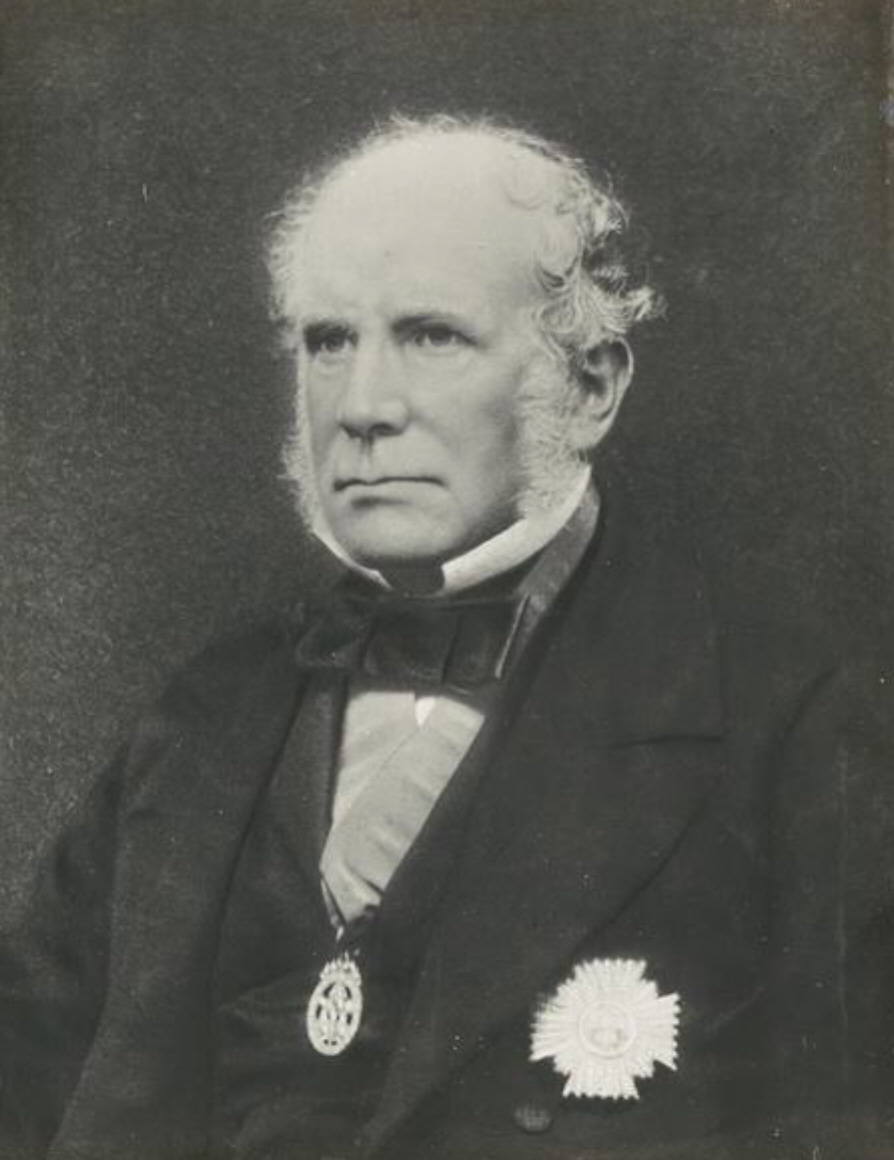
Der von ihm kritisierte Vizegouverneur William Denison wurde später ein maßgeblicher Unterstützer der politischen und beruflichen Laufbahn von Champ

Im Dezember 1838 wurde Champ Vorsteher des Vorbehaltsamtes (Caveat Board), das sich mit Landbewilligungen befasste, und organisierte das Amt neu. Danach wurde er im Januar 1844 als Nachfolger von Hauptmann O’Hara Booth zum Kommandanten von Port Arthur ernannt, einem Gefängnis der Sträflingskolonie Australien. Darüber hinaus war er für kurze Zeit Generalkontrolleur für Sträflinge in Van-Diemens-Land, ehe dieses Amt im Oktober 1846 von John Hampton übernommen wurde. Als Kommandant von Port Arthur geriet er wegen seiner Kritik am Strafvollzugssystem in Konflikt mit Vizegouverneur William Denison. Nachdem das Amt des Gefängniskommandandten abgeschafft wurde, wurde ihm eine Pension von 160 Pfund bewilligt.
Trotz des vorherigen Konflikts schlug Denison Champ zum Kolonialsekretär und Aktenverwalter vor, so dass er im November 1852 in diese Ämter berufen und 1853 in eine ständige Dienststellung berufen wurde. Zwischen 1852 und 1856 war er auch Mitglied des Legislativrates (Legislative Council), dem damaligen Parlament und heutigen Oberhauses des tasmanischen Parlaments. 1855 erfolgte seine Berufung zum Kommissar für Geisteskranke (Commissioner in Lunacy) und zum Vorsitzenden der Interkolonialen Kommission für Leuchttürme.

### Erster Premierminister von Tasmanien 1856 bis 1857
Er wurde bei den ersten Wahlen zum Repräsentantenhaus (Tasmanian House of Assembly), dem Unterhaus des tasmanischen Parlaments, am 8. September 1856 im Wahlkreis Launceston zum Mitglied gewählt und gehörte diesem bis zu seinem Amtsverzicht im Mai 1857 an. Nach der Einrichtung der ständigen Regierung wurde ihm wegen des Verlusts der vorherigen Ämter eine Abfindung von 6000 Pfund bewilligt.
Wenige Monate später wurde Champ am 1. November 1856 erster Premierminister von Tasmanien und bekleidete dieses Amt knapp vier Monate lang bis zu seinem Rücktritt und seiner Ablösung durch Thomas Gregson am 26. Februar 1857. Grund seines Rücktritts waren Probleme bei der Mehrheitsbeschaffung im House of Assembly wegen einer Resolution zur Verringerung der Bezüge des Gouverneurs, die er erfolglos kritisierte.
Im Anschluss fungierte er zwischen Februar und April 1857 als Oppositionsführer.

### Leiter des Strafvollzugs und Mitglied der Legislativversammlung von Victoria

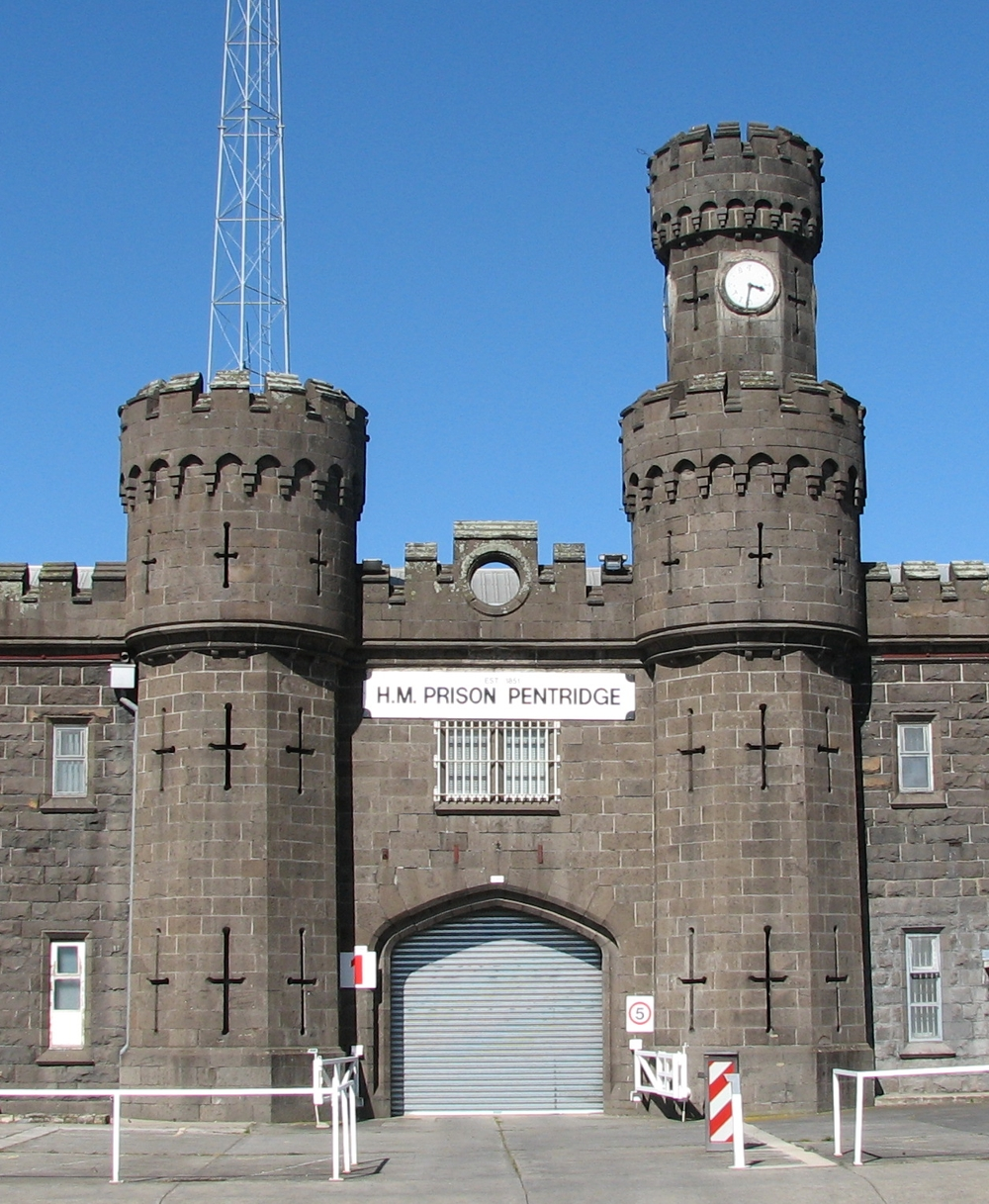
Das Eingangstor des HM Prison Pentridge

Nach der Ermordung von John Giles Price am 27. März 1857 in Williamstown wurde Champ von Denison, der nunmehr Gouverneur von New South Wales war, für das Amt des Generalinspekteurs der Strafvollzugseinrichtungen in Victoria vorgeschlagen und von der Regierung daraufhin ernannt. Dieses Amt bekleidete er bis zu seinem Eintritt in den Ruhestand am 31. Dezember 1868.
In dieser Zeit kam es zum Ausbau des Pentridge-Gefängnisses in Coburg sowie zu einer Humanisierung des Strafvollzugs. Während seiner Amtszeit kam es zu keinen Untersuchungsverfahren gegen Justizbedienstete, keinen Anfragen wegen der Arbeit der Strafvollzugsverwaltung oder öffentlicher Kritik in der Presse.
Als Generalinspekteur schuf Champ eine eigene militärische Einheit, die Pentridge Rifles, und wurde selbst zum Lieutenant-Colonel sowie später Colonel der Streitkräfte der Kolonie Victoria (Victorian Military Forces) befördert.
Nach seinem Eintritt in den Ruhestand ließ er sich als Landwirt in Meredith nieder, wo er die Farm Darra gründete. In dieser Zeit half er auch bei der Sammlung von Spendengeldern für den örtlichen Schützenvereins durch die Herausgabe einer in Melbourne erschienenen Lektüre mit dem Titel The Animal Called Man.
Im März 1871 kehrte er ins politische Leben zurück und war bis 1873 Mitglied des Repräsentantenhauses von Victoria (Victorian Legislative Assembly), dem Unterhaus des Parlaments von Victoria, und vertrat dort den Wahlkreis  East Bourke Boroughs. Er trat noch vor Ablauf der Legislaturperiode im März 1874 zurück.